# Suokonmäki
Suokonmäki är en kulle i Finland. Den ligger i Alajärvi i landskapet Södra Österbotten, i den centrala delen av landet, 300 km norr om huvudstaden Helsingfors. Toppen på Suokonmäki är 168 meter över havet.
Terrängen runt Suokonmäki är platt. Runt Suokonmäki är det mycket glesbefolkat, med 5 invånare per kvadratkilometer. Närmaste större samhälle är Alajärvi, 16,3 km norr om Suokonmäki. I omgivningarna runt Suokonmäki växer i huvudsak blandskog.